# Vilho Viikari
Vilho Eino Viikari, född 15 maj 1905 i Kukonharja, Nakkila, död 13 augusti 1980 i Björneborg, var en finländsk sångare, musiker, kompositör och arrangör.
Viikari blev kantor och organist vid Viborgs kyrkmusikinstitut 1926 och avlade sångstudier vid Helsingfors konservatorium. Han gjorde 1936 en studieresa till Paris och Milano samt var organist vid Sandudds begravningsplats kapell 1946–1957 och vid Gamla kyrkan i Helsingfors 1951–1975. Viikari var även vice dirigent för Suomen Laulu 1946–1972 och blev director musices 1955.
Under pseudonymen Veli Veijo gjorde Viikari 1929–1930 gjorde Viikari 18 grammofoninspelningar, varav ett antal tillsammans med dragspelaren Nils Ekman och dennes orkester.

## Skivinspelningar

### 1929
- Jazzityttö

### 27 maj 1930
- Hevoshuijarit 1–2 (tillsammans med Aino Aro)

### 1930
- China fox
- Feuert loos
- Kadonnut onni
- Kello kolme aamulla
- Kulkurin valssi
- Lemmenyö Barcelonassa
- Lentäjän valssi
- Maljat juo
- Rozsi foxtrot
- Saanko saattaa portillesi
- Säkkijärven polkka
- Tyttö Donilta
- Emma
- Tyttö kauniin jos tiedät
- Uusi bublitzki